# Bhotekoshi (Sunkoshi)
Der Bhotekoshi ist ein 120 km langer rechter Nebenfluss des Sunkoshi im autonomen Gebiet Tibet der Volksrepublik China sowie in der Provinz Bagmati in Nepal. In China heißt der Fluss „Matsang Tsangpo“. Er bildet den hydrologischen Hauptstrang des Sunkoshi.

## Verlauf
Der Bhotekoshi entspringt im Hochland von Tibet auf einer Höhe von etwa 5600 m. Er fließt anfangs in westlicher Richtung, später wendet er sich nach Südwesten. Bei der Kleinstadt Nyalam mündet der Phu Chu rechtsseitig in den Bhotekoshi. Dieser wendet sich in der Folge in Richtung Südsüdwest. Ihm fließen nun beidseitig zahlreiche gletschergespeiste Flüsse zu. Nach 82 Kilometern Flusslauf innerhalb Chinas erreicht der Bhotekoshi die Grenze zu Nepal. Er bildet im Anschluss auf einer Länge von knapp 8 km die Grenze, wobei am rechten Flussufer Nepal und am linken China liegt. Bei Flusskilometer 34 überspannt die Brücke der sino-nepalesischen Freundschaft (⊙) den Fluss. Auf den letzten 30 Kilometern fließt der Bhotekoshi durch Nepal und trifft unterhalb der Stadt Barhabise auf den Oberlauf des Sunkoshi.

## Wasserkraftnutzung
Entlang dem nepalesischen Flussabschnitt entstand seit Ende der 1990er Jahre eine aus drei Wasserkraftwerken bestehende Kraftwerkskaskade.
Am Bhotekoshi befindet sich das seit 2001 in Betrieb genommene „Upper Bhote Koshi“-Wasserkraftwerk (⊙), das von der Bhote Koshi Power Company betrieben wird. Das Kraftwerk wird als Laufwasserkraftwerk betrieben, das heißt, es gibt an der Ausleitungsstelle keine größere Speicherkapazität. Das Wehr (⊙) befindet sich unmittelbar unterhalb der chinesischen Grenze. Über einen 3300 m langen Tunnel gelangt das Wasser zu den Druckstollen der beiden 22-MW-Francis-Turbinen. Die Fallhöhe beträgt 135,5 m. Während der üblicherweise drei Monate andauernden Monsun-Zeit kann das Kraftwerk seine volle Kapazität ausschöpfen. Dagegen sinkt der Abfluss des Bhotekoshi im Winter drastisch.
Wenige Meter unterhalb des „Upper Bhote Koshi“-Wasserkraftwerks befindet sich die Ausleitungsstelle (⊙) des „Bhotekoshi-1“-Wasserkraftwerks. Ein 2675 m langer Tunnel und ein 90 m langer Druckstollen leiten das Wasser zum Kavernenkraftwerk mit zwei vertikal ausgerichteten Francis-Turbinen. Die Gesamtleistung der Anlage beträgt 44 MW. Die Ausbauleistung liegt bei 49 m³/s, die Brutto-Fallhöhe liegt bei 116 m. Das Wasserkraftprojekt war Stand Mitte 2025 noch im Bau.
Flussabwärts befindet sich die Ausleitungsstelle (⊙) des „Madhya Bhotekoshi“- oder „Middle Bhotekoshi“-Wasserkraftwerks. Ein 7124 m langer Tunnel sowie ein Druckstollen leiten das Wasser zum oberirdisch gelegenen Kraftwerkshaus (⊙). Dieses beherbergt 3 vertikal ausgerichtete 34-MW-Francis-Turbinen. Die Ausbauleistung beträgt 50,8 m³/s. Die Brutto-Fallhöhe liegt bei 235 m. Das Kraftwerk stand Mitte 2025 kurz vor Inbetriebnahme.